# Leonardo da Vinci
Leonardo da Vinci, rodným jménem Leonardo di ser Piero (15. dubna 1452 Anchiano u Vinci, Itálie – 2. května 1519 Le Clos Lucé u Amboise, Francie) byl italský malíř, čelný představitel renesanční malby, mimo jiné autor nejslavnějšího obrazu všech dob, portrétu zvaného Mona Lisa (kolem 1503–07, Louvre, Paříž). Proslul také jako všestranná renesanční osobnost: vedle malířství byl i sochař, architekt, přírodovědec, hudebník, spisovatel, vynálezce a konstruktér. Nemalou měrou se podílel také na zdůrazňování práv zvířat, s čímž pravděpodobně souvisel i jeho možný vegetariánský jídelníček.

## Život
Byl nemanželským synem notáře Piera a venkovanky Cathariny; ze jména otce je odvozeno jeho rodné jméno Leonardo di ser Piero (Leonardo od pana Piera). Narodil se v sobotu 15. dubna 1452 kolem 22. hodiny v horské vesnici Anchiano u města Vinci. Byl pokřtěn hned druhý den za přítomnosti deseti kmotrů ve vincijském kostele. Jeho matka se o rok později provdala za rolníka a cihláře Antonia di Piero del Vaccha, také zvaného Attaccabriga („Potížista“), zatímco otec o čtyři měsíce dříve uzavřel sňatek s dcerou notáře z Florencie. Otec Leonarda uznal za vlastního a zajistil mu všeobecné vzdělání. O jeho dětství se nedochovaly žádné zápisy, a tak se o jeho mladických letech můžeme pouze dohadovat. O mladém Leonardovi se ví jen tolik, že byl příjemného vzhledu a oplýval tak neobyčejnou silou, že dokázal ohýbat železné pruty.
Leonardo byl nadaný v mnoha různých oborech, počínaje malířstvím přes sochařství, stavitelství, hraní na loutnu, a v neposlední řadě byl také výborný vynálezce. Jako vědec předznamenal činnost Galilea Galileie, Francise Bacona, Isaaca Newtona a dalších. Měl správnou představu o pohybu planet, gravitaci, vlnění, hoření, o koloběhu krve atd. Jako vynálezce předvídal nebo navrhl princip bagrů, odstředivky, dmychadla, zemních vrtáků, kolesové lodi, letadla, padáku, potápěčského úboru, rýhované hlavně, šlapacího soustruhu, tiskařského lisu, závitníku a závitnice, tkacího stroje a mnoha dalších. Nakreslil spoustu různých skic, plánů či vynálezů, které se realizovaly až v 19. nebo 20. století. Leonardo da Vinci po sobě zanechal mnoho nedokončených maleb i vynálezů, a něco se i za ta staletí ztratilo – výzkum Leonardových deníků není dodnes ukončen. Zachovalo se 3 500 svazků technických náčrtků a 48 dosud nalezených svazků rukopisů a poznámek, které psal velmi drobným písmem a jako levák v protisměru zprava doleva, některé jsou považované za šifrované.
- 1457–1466 chodil ve Vinci do školy,
- 1466 se přestěhoval s otcem do Florencie a nastoupil do učení k sochaři a malíři Andreovi del Verrocchio.

### Florentské období

Mona Lisa, 1503–1506, Louvre, Paříž

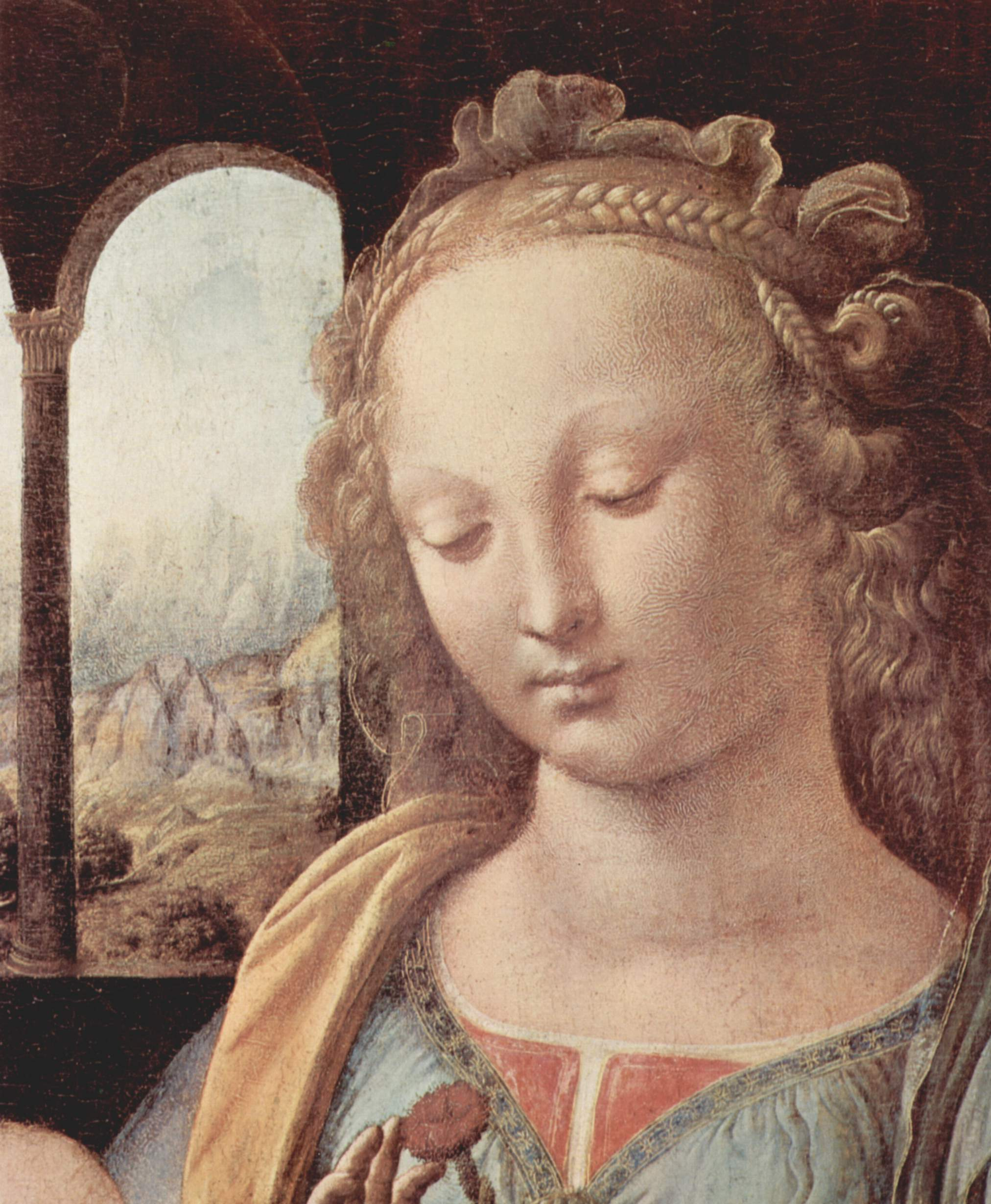
Madonna del garofano, ca 1478, Alte Pinakothek v Mnichově

Ve věku 14 let nastoupil do učení v renomované dílně sochaře Andrey del Verrocchio, jeho spolužáky byli Sandro Botticelli, Pietro Perugino a Lorenzo di Credi ve Florencii. Zde bylo jeho prvním vzorem mistrovo bronzové sousoší Kristus a nevěřící svatý Tomáš. Dále se učil kreslit olůvkem na plátno drapérii stojící postavy jako studii pro malbu, dochované exempláře nesou označení Jabach I-XIII podle jména někdejšího sběratele, další studie se dochovaly ve sbírce Medicejských v galerii Uffizi.
Namaloval anděla na obraze „Křest Krista“. Při malbě použil jinou techniku malování, než jaká byla do té doby běžná, která umožňovala jasnější a výraznější barvy, a tak Leonardův anděl na celé kresbě vynikl a stal se dominantní postavou na plátně. Když k tomu připočteme jemnou techniku da Vinciho rukou, tak výsledek byl natolik kolosální, že i sám velký Verrocchio uznal, že ho jeho učedník s náskokem předstihl, a údajně se rozhodl, že sám již nikdy malovat nebude. V Leonardovi vrcholí výtvarná renesance výrazným a výmluvným gestem, šerosvitem s jemnými přechody světelných efektů, vytvářející prostor, který již předjímá malířskou problematiku baroka. Jeho nejznámějšími díly jsou: olejomalba Mona Lisa (La Gioconda), freska Poslední večeře, olejomalba Madona ve skalách a další. U něj získal technickou dovednost, naučil se funkčnímu, přesnému a objektivnímu zobrazování předmětů.
- Roku 1472 byl podle písemných záznamů přijat do malířského cechu svatého Lukáše.
- Kolem r. 1472 Leonardo namaloval tvář anděla a krajinu v pozadí Verrocchiova obrazu Křest Krista. V té době bylo zvykem, že mistr namaloval pouze základní rozvržení obrazu a hlavní postavy, dílo pak dokončovali jeho žáci. Verrocchio byl dokonalostí Leonardovy malby tak unesen, že u dalších obrazů sám pouze navrhoval rozvržení, zbytek práce zůstal na žácích a všechny tváře maloval Leonardo.
- 1472–1476 pracoval jako tovaryš ve Verrocchiově dílně.
- 1473 vytvořil perokresbu toskánské krajiny hnědým inkoustem, která je první podepsanou a datovanou Leonardovou prací, nápis .
- Mezi léty 1470 až 1476 se podílel na Verocchiově obraze Křest Krista (Uffizi Florencie)[6] samostatně namaloval obrazy: Zvěstování (nyní v galerii Uffizi Florencii), Madona s karafiátem, Portrét Ginevry de' Benci aj.
- Roku 1476 byl Leonardo obviněn z nedovolených homosexuálních styků a vyslýchán. Skupina přátel, mezi nimiž byl i Leonardo, měla obcovat s mladým prostitutem. Tento čin byl protizákonný a mohl být potrestán i smrtí. Mezi obžalovanými byl naštěstí i syn jistého vlivného florentského občana – proces byl tedy zastaven a aktéři vyvázli jen se symbolickým tělesným trestem. Tato zkušenost vedla k tomu, že Leonardo přestal být důvěřivý a uzavřel se do sebe; proto jeho vynálezy nedošly většího uplatnění.
- Kolem 1478 namaloval Druhé zvěstování (dnes v Paříži) a začal další obrazy: Madona s ovocem (dochovala se jen kresba olůvkem – studie ), snad Madonna Benois a jiné).
- V roce 1478 dostal Leonardo zakázku na obraz pro kapli sv. Bernarda, ale nesplnil ji. Do téhož roku patří spiknutí Pazziů proti Medicejským a války proti Florencii. Leonardo se zabýval vojenským inženýrstvím.
- Z let 1478–1480 pochází perokresba - studie k obrazu Madona s dítětem a malým Janem Křtitelem a studijní kresba k obrazu Panna Marie myjící synovi nohy[7]
- 1478–1518 zpracovával Codex Atlanticus.
- Roku 1479 nakreslil Leonardo oběšeného Bernarda Bandiniho Baroncelliho, vraha Giuliana de Medici.
- 1481 podepsal Leonardo smlouvu na obraz Klanění tří králů. Rozpracoval jej, ale nedokončil. Také začal obraz Sv. Jeroným na poušti.

### Milánské období

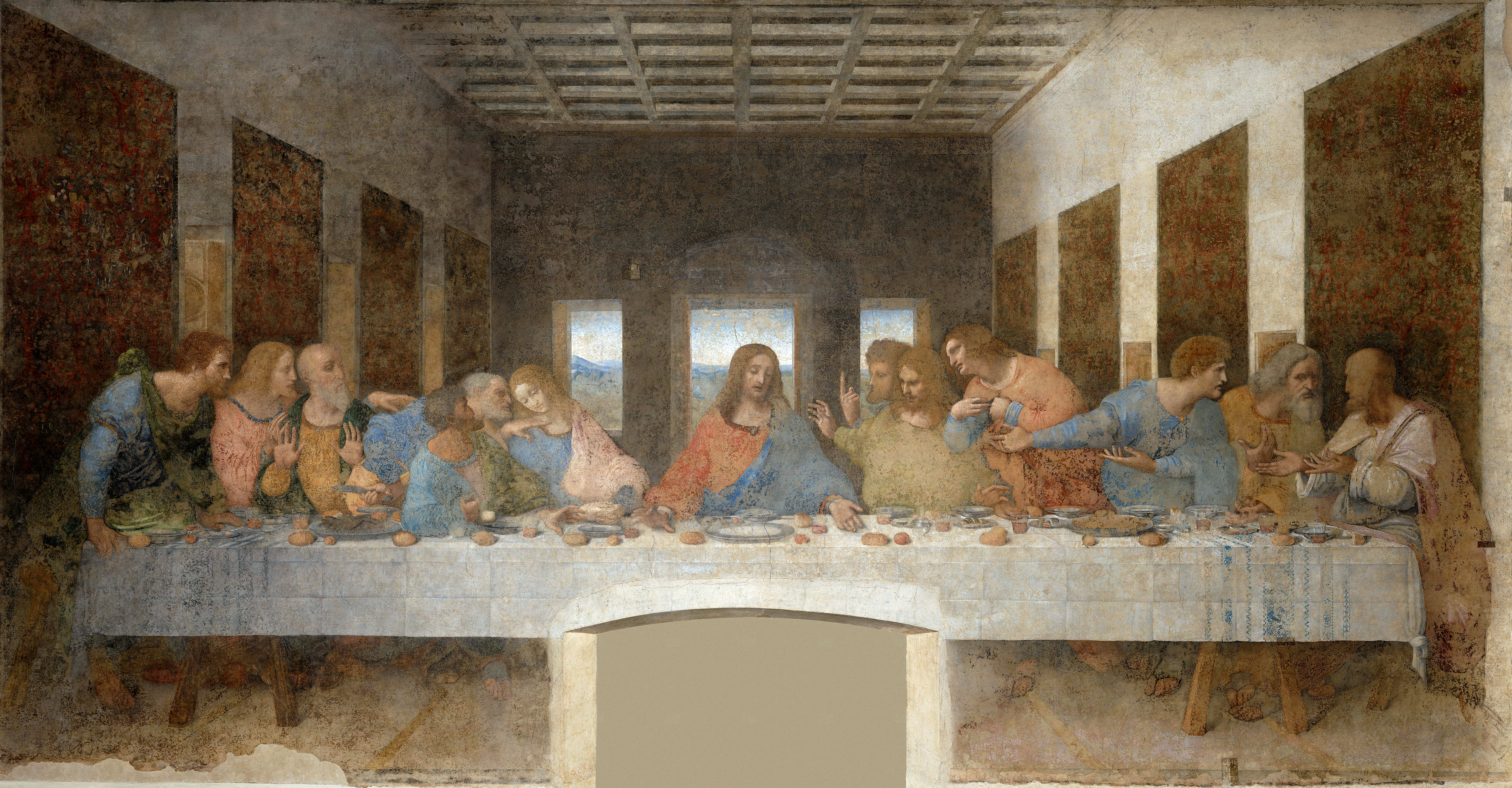
Poslední večeře

V roce 1482 odešel na pozvání vévody Lodovica Sforzy z Florencie do Milána. V těchto letech kolem sebe shromáždil skupinku následovníků, z nichž někteří mu zůstali věrni až do konce jeho života. Ve Florencii nikdy takový obdiv nenalezl, neboť jeho osobitý styl byl pro tu dobu příliš novátorský a nepokrokový skepticismus Florenťanů mu tak nikdy nemohl poskytnout uznání, kterého by zasluhoval.
Jeho styl byl rovnovážným pojetím mezi silnými poetickými city a vůlí umělce, naplněný jedinečným mysticismem gest. Leonardo odmítal geometrickou formu perspektivy. Aby vytvořil hluboký pohled do krajiny v obraze, využíval volně kompozice bohatých vztahů všeho živého na plátně. Ve svých obrazech vyjadřoval vnitřní dynamiku postav v esovitém tvaru těla, který se tak stal jedním ze základních modelů pro klasické figury šestnáctého století. Leonardo tak vytvořil geniální malířský styl, v té době ojedinělý. Může s tím však souviset jeho pravděpodobná šilhavost.
Kolem roku 1483 Leonardo začal se svým studiem aerodynamiky a fyziky, anatomie, meteorologie, astronomie a kosmografie. Zajímal se o Pythagorovu matematiku, již si brzy osvojil a učinil ji základem vlastních bádání. Své poznatky získané prostřednictvím vědeckého zkoumání Leonardo využil k dramatickému efektu celé kompozice malířských děl.
Roku 1487 se zúčastnil architektonické soutěže na model kupole nad křížením milánského dómu. Všechny podané návrhy byly však příliš nové a smělé, a tak byl dóm dokončen podle plánů, které byly více v gotickém duchu.
V roce 1495 započal práci na svém díle Poslední večeře. Užil nové techniky s temperou a olejem. Tato volba se však ukázala jako nešťastná, neboť barvy na omítce brzy začaly degradovat a opadávat. Již v půli šestnáctého století bylo popsáno jako úplně zničené, a tak Poslední večeře byla podrobena mnoha pokusům o opravu. Leonardova kompozice obrazu vyzařuje tajemné, téměř esoterické rozměry, divák je pozván do světa citu a nekonečné dynamiky světla. Volba barev se stává prostředkem k popsání atmosféry, jemná kombinace světla a stínu vytváří novou formu a podporuje představivost diváka. Postavy na zdi jsou zobrazeny v typické renesanční středové perspektivě a v mírném podhledu, tak i v kombinacích různě natočených a výrazně gestikulujících postav apoštolů získávají výraz monumentality a rovnováhy. Naštěstí Leonardův žák Marco d'Oggiono mistrovu malbu zkopíroval v měřítku 1:1 technikou olejomalby na plátně a tato kompozice byla roku 2019 představena veřejnosti poprvé po restaurování.
V roce 1499 byli Sforzové z Milána vypuzeni a Leonardo se vrátil zpět do Florencie.

### Návrat do Florencie
Z jara roku 1500 se Leonardo opět usídlil ve Florencii, kde pak zůstal až do roku 1507. Pobýval u matematika Pacioliho, pro jehož dílo o božské proporci a architektuře měl údajně vytvářet ilustrace. V nemocnici Panny Marie konal svá anatomická studia; zabýval se otázkou regulace řeky Arna ve spojitosti s vysoušením močálů. K otázce Sforzova pomníku se mohl vrátit až v roce 1503, kdy mu bylo uloženo vysokou radou města Florencie, aby v novém sále vládní budovy vymaloval obraz Bitva u Anghiari. V letech 1503 až 1506 maloval obraz Mona Lisa, patrně jeden z nejslavnějších obrazů světového malířství.

### Cestování
V letech 1506–1513 působil opět v Miláně, 1513–1514 pak v Římě, kde žil v paláci Guiliana de‘ Medici (mladšího bratra tehdejšího papeže Lva X.), a jako jeho chráněnec dostával pravidelný plat, což byla pro Leonarda, který se do té doby i přes svůj věhlas často potýkal s bídou, velmi vítaná změna. Řím byl tehdy jednou velkou bottegou a konkurence zde byla obrovská.

### Francie

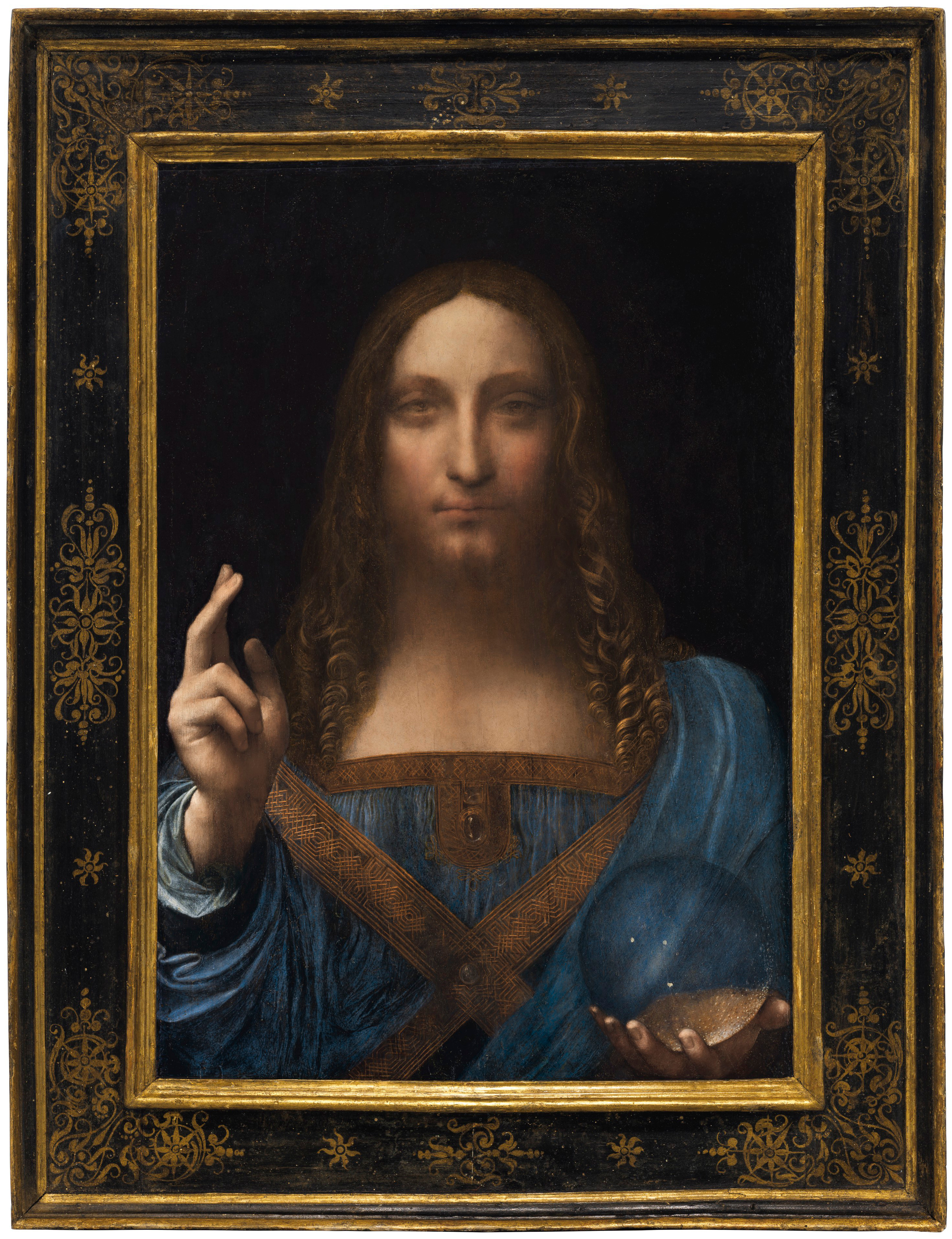
Salvator Mundi, kolem roku 1500

Roku 1516 přijal pozvání krále Františka I. z Valois a žil až do své smrti ve Francii. Leonardo děti neměl, ale jeho bratr ano a jejich potomci žijí dodnes.

## Dílo
Leonardovo dílo je neobyčejně rozmanité a ovlivnilo umění i vědu na celém světě. A to i přesto, že značná část jeho výtvarných děl i vědeckých pojednání byla zničena. Výzkum jeho deníků a skicářů stále probíhá.
Podle nových poznatků vytvořil Leonardo kolem roku 1500 obraz Salvator Mundi (Spasitel světa), který je v současnosti jediným jeho malířským dílem nacházejícím se v soukromém majetku. Všech 16 dalších známých obrazů se nalézá ve veřejných muzeích. Tento obraz byl podroben velmi důkladným zkouškám a odborníci jej považují za pravé Leonardovo dílo. Jeho předposledním majitelem byl rusko-kyperský miliardář Dmitrij Rybolovlev, který obraz koupil od obchodníka Yvese Bouviera za 127,5 milionu dolarů. 16. listopadu 2017 jej prodal prostřednictvím aukční síně Christie's v New Yorku za 400 milionů dolarů doposud neznámému kupci. Ten za obraz zaplatil včetně provize a poplatků 450,312 milionů dolarů. Tak vysoká cena za obraz tzv. starého mistra dokresluje Leonardův význam jako malíře, neboť toto dílo zdaleka předčilo cenou doposud nejdražší obraz Les femmes d'Alger (Ženy z Alžíru) od Pabla Picassa, který byl v květnu 2015 prodán za 179,4 milionu dolarů.

### Výtvarná díla
- Madona ve skalách (1483–1493)

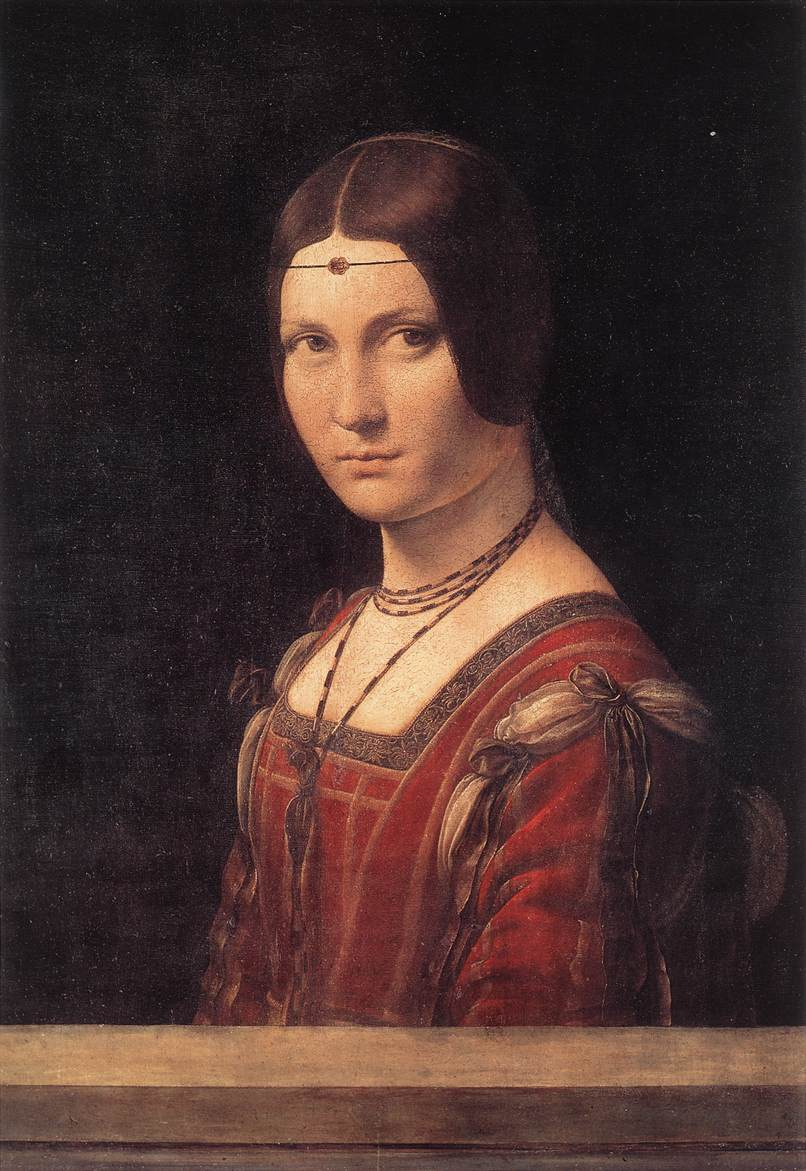
La Belle Ferronière, Portrét kovářky

- Poslední večeře (1495–1498) – nástěnná malba 440×880 cm, Milán, refektář konventu Santa Maria delle Grazie, Milán
- Sala delle Asse (1498–1499) - nástěnná malba iluzivního morušového altánu, Castello Sforzesco, Milán
- Svatá rodina se svatou Annou (1501–1507)
- Bitva u Anghiari (1505)
- Mona Lisa (La Gioconda) (1503–1506) – Leonardův nejznámější obraz
- Autoportrét
- Dáma s hranostajem (1488–1490) – Krakov, Muzeum knížat Czartoryských
- Salvator Mundi (Spasitel světa, kolem roku 1500) - v soukromém majetku, obraz byl prodán v listopadu 2017 za 450 milionů dolarů včetně provize a poplatků
- Portrét dámy zvaný La Belle Ferronière - není jasné, kdo byl objektem portrétování, podle některých znalců Leonardova díla by se mohlo jednat o další portrét již starší Cecilie Gallerani (viz výše Dáma s hranostajem).
- Portrét Ginevry de 'Benci (1474–1476) – olej na dřevě 42×37 cm, Washington, National Gallery of Art
- Portrét hudebníka (1490) – olej na dřevě 43×31 cm, Milán, Pinacoteca Ambrosiana
- Vitruviánský muž – pero na papíře 35×25 cm, Florencie, Accademia
- Léda a labuť – ztracený obraz, jehož podoba je známá díky skicám a kopiím. Inspirace mýtem o bohu Jupiterovi, který v podobě labutě svedl Lédu.

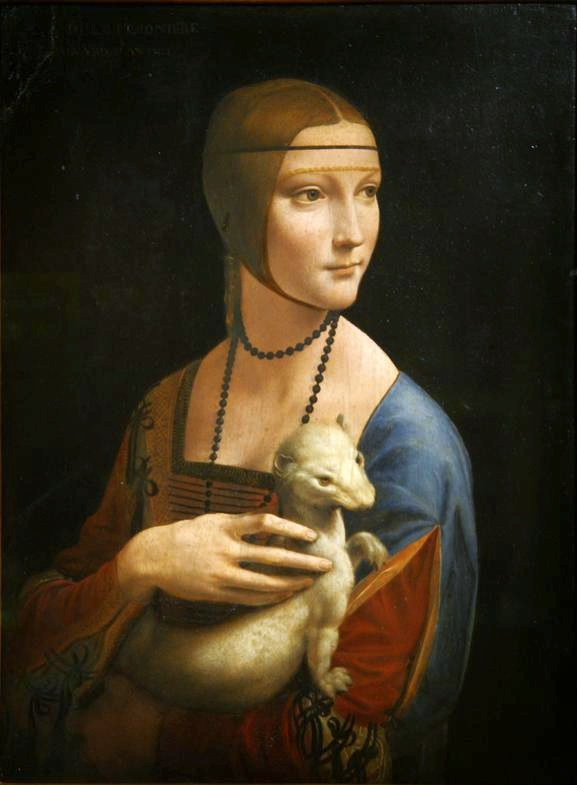
Dáma s hranostajem

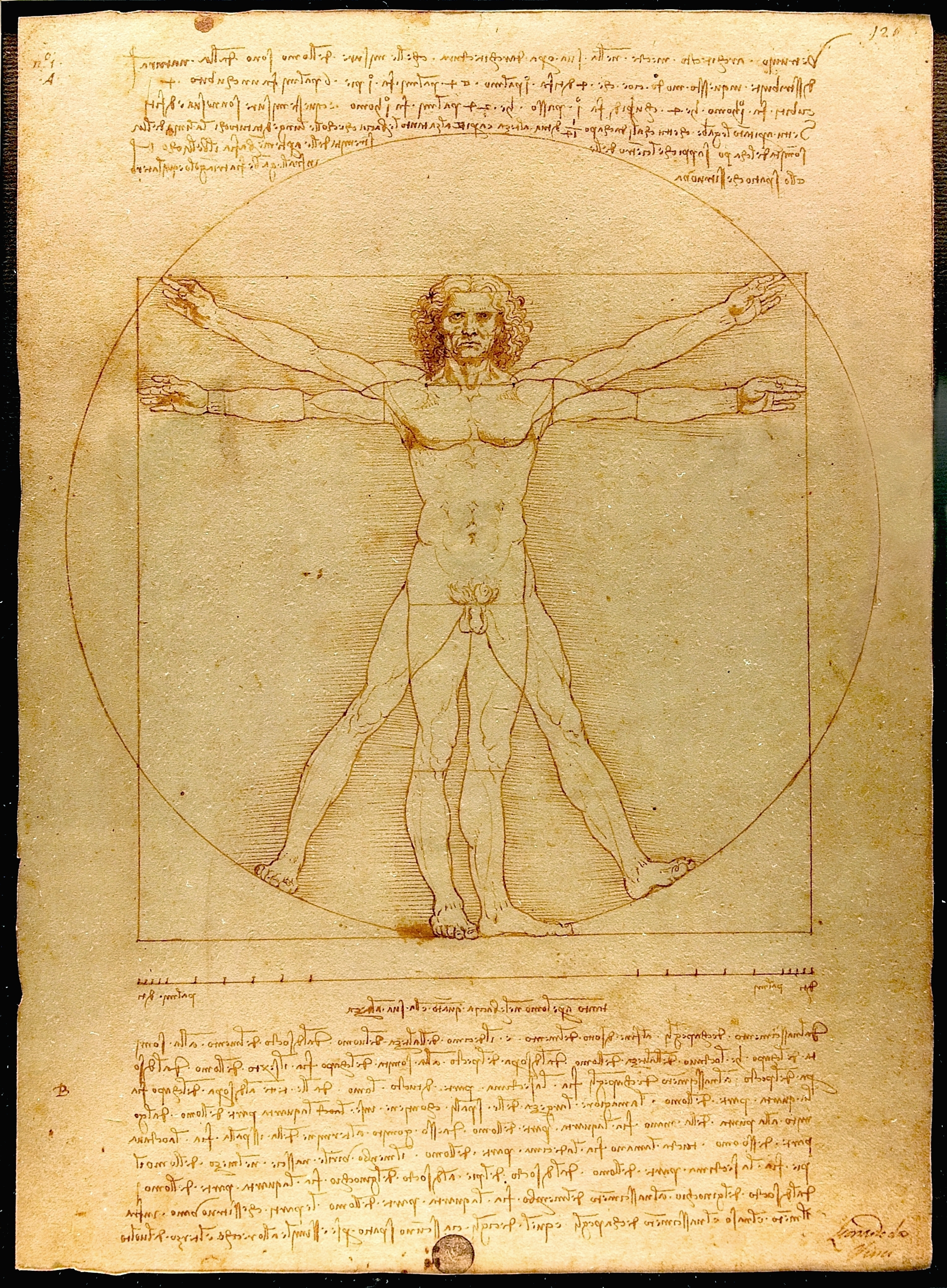
Proporce lidské postavy (Vitruvius)

### Architektura
Nezachovalo se žádné Leonardovo architektonické dílo. Ve svých zápisnících zanechal mnoho plánů na nejrůznější budovy, ale pravděpodobně je nerealizoval. Jak již bylo řečeno výše, zúčastnil se roku 1487 neúspěšně soutěže na model kupole nad křížením milánského dómu. Ze zlomku početných analytických náčrtků se dá tušit, že se Leonardo zabýval teoretickým bádáním, jehož výsledkem měl být architektonický ideál.

### Sochy a plastiky
Model jezdeckého pomníku Francesca Sforzy – samotný pomník, resp. jeho monumentální hliněný předobraz v nadživotní velikosti byl před odlitím do bronzu zničen francouzskými vojáky při okupaci Milána.

### Kodexy
Leonardo se během svého života pokusil sepsat několik knih o různých oblastech svého poznání. Jeho poznámky jsou však značně neucelené a roztříštěné. Leonardův literární odkaz, obnášející asi 7000 stránek, byl v moderní době podrobně prozkoumán. V současnosti jej pod kodifikovanými názvy lze najít ve význačných galeriích či různých evropských knihovnách, ale i u soukromých sběratelů (například britská královna Alžběta II. či americký miliardář Bill Gates). Je známo, že Leonardo připravoval veledílo o anatomii, malířství, přírodě, světlu a stínu. Žádný z jeho poznámkových cyklů nedospěl do ucelené a publikovatelné podoby. Zajímavostí je, že Leonardo psal levou rukou zrcadlově obráceně zprava doleva.
Je známa také Leonardova zmínka, že napsal 120 resp. 114 knih. Míněny jsou patrně jeho poznámkové bloky, které psal florentským nářečím, tedy jazykem obecným (volgare).
- O letu ptáků
- O pohybu a měření vody
- O malířství
- O perspektivě a proporcích

| Kodex Atlanticus                                        | Biblioteca Ambrosiana, Milán         |
| Kodex Trivulziano                                       | Biblioteca Ambrosiana, Milán         |
| Kodex o letu ptáků                                      | Biblioteca Reale, Turín              |
| Ms. A                                                   | Institut de France, Paříž            |
| Ms. B                                                   | Institut de France, Paříž            |
| Ms. C, D, E, F, G, H1, H2, H3, I1, I2, K1, K2, K3, L, M | Institut de France, Paříž            |
| Anatomický kodex                                        | The Royal Collection, Windsor Castle |
| Kodex Arundel                                           | British Museum, Londýn               |
| Kodex Forster I, II, III                                | Victoria and Albert Museum, Londýn   |
| Madrid Ms. I, II                                        | Biblioteca Nacional, Madrid          |
| Kodex Leicester                                         | Bill Gates, Seattle                  |

### Anatomické studie
Značnou část svého života věnoval Leonardo studiu anatomie. Nezůstalo jen u lidské anatomie, v jeho náčrtcích můžeme nalézt i koně a jiná zvířata. Plánoval ostatně jako u většiny svých poznámek vydání souborného spisu. Leonardo získával vědomosti o stavbě lidského těla z četných pitev, které prováděl. Byl ovšem udán svými odpůrci, a tak byl jeho výzkum zakázán papežem Lvem X. Přesto svým studiem výrazně ovlivnil tehdejší anatomické a fyziologické názory.[zdroj?]

### Botanika
Leonardo vymyslel pravidlo pro velikost větvení stromů, které ale neplatí přesně.

### Knihovna
Leonardovy rukopisy a kresby jsou od poloviny května 2007 zpřístupněny zdarma na digitálním archivu E-Leo, který založila Knihovna Leonarda da Vinciho ve Vinci financovaný společně Leonardovou knihovnou a Evropskou unií. Samotná knihovna založená v roce 1928 uchovává část jeho impozantního díla resp. mnoho tisíc svazků leonardovských monografií. Projekt E-Leo má adresu www.leonardodigitale.com.

## Leonardovy vynálezy
Leonardovy vynálezy lze rozdělit do čtyř základních skupin:
- létací stroje
- pracovní nástroje
- válečné stroje
- s vodou související vybavení

### Létací stroje
Leonardo, fascinovaný fenoménem létání, vytvořil podrobné studie letu ptáků a plány na sestrojení několika létajících strojů, včetně helikoptéry poháněné čtyřmi lidmi (která by patrně nefungovala, neboť by začala celá rotovat) a lehkého rogala. V jeho poznámkách se též vyskytuje náčrt létacího stroje, na kterém stojí za povšimnutí precizní propracování koncového kormidla. Dne 3. ledna 1496 neúspěšně vyzkoušel létací stroj, který sám sestrojil. Krom konstrukcí napodobujících křídla ptáků vytvořil též jednu podle netopýřích křídel. Ve svých poznámkách se též zabýval myšlenkou padáku, který však rozpracoval jen teoreticky. Jako pohon pro svoje létací stroje častokrát využíval lidskou sílu (např. pedály jako na kole), i když si uvědomoval, že to může fungovat jen teoreticky.
Vynalezl anemometr na zjišťování rychlosti větru, anemoskop na zjišťování směru větru a inklinometr na kontrolu vodorovné pozice při letu.

### Bojové stroje
Jeho deníky obsahují též několik vynálezů vojenského charakteru, jako např. kulomety, obrněný tank s lidským či koňským pohonem či klastrovou bombu, a to přesto, že pokládal války za nejhorší lidskou činnost. Zkonstruoval i ekvivalent bojového děla, které mělo možnost nastavení úhlu a výšky, bylo pohyblivé a využitelné v boji. Oprášil středověké náčrty a vylepšil beranidlo, které se dalo používat přímo na hradby měst.

#### Tank
Leonardem navržený tank vypadal jako obrovská kovová kobliha na kolech. Měl se řítit řadami nepřátel a rozrážet je a zároveň krýt vlastní vojáky, ženoucí se za ním. A aby nepřítel věděl a aby zaznamenal tuto hrůzu, měli střelci nahoře v kuželovité věži při postupu vpřed pálit ze střílen. Tank, chráněný kovovými pláty, mělo pohánět osm mužů, kteří by vměstnáni uvnitř točili klikou, jejíž pohyb by se přenášel na kola (na nákresu proti sobě, takže by tank nejel). V jednu chvíli Leonardo dokonce přemýšlel o tom, že by místo mužů nasadil do tanku koně, kteří by prostě jen cválali a jeli do bitvy. Nakonec tento nápad Leonardo zavrhl. Přesto se tank s lidským pohonem nerealizoval. Trvalo více než čtyři století, než lidé postavili tanky podobného typu. První tanky vyrazily do akce roku 1916 při bitvě na řece Somme během první světové války a postupovaly úplně stejně, jak to kdysi navrhl Leonardo – postupovaly po bitevním poli, ničily vše, co jim stálo v cestě, a za nimi klusali vojáci, kterým sloužily tanky jako ochrana před nepřátelskou palbou.

### Jiné vynálezy
Další vynálezy zahrnují ponorku, zařízení s ozubenými kolečky, které může být považováno za první mechanickou kalkulačku, a auto poháněné pružinovým mechanismem. V čase svého pobytu ve Vatikánu naplánoval průmyslové využití sluneční energie pomocí parabolických zrcadel na ohřívání vody. Mimo těchto vynálezů vynalezl skafandr, ve svých studiích jej do detailů rozpracoval, i když v té době pozůstával jen ze zvonu na hlavu a plovacích ploutví. Až později domyslel kožený oděv určený na pobyt pod vodou (ale tlak přívodního vzduchu nijak nezajistil, takže samotný by takto nefungoval). Také zkonstruoval vrtačku, která sestávala z hlavice, kolečkového mechanismu a kliky, pomocí které se otáčela. K jednomu z nejfuturističtějších vynálezů jeho doby patří bicykl. Zatímco v roce 1817 se začíná konstruovat první jízdní kolo (převody a řetězy byly dodány až v roce 1900) a celý proces výroby pomocí techniků, továren a podnikatelů trvá přes 80 let, Leonardo ho před čtyřmi sty lety dosáhl jediným skokem.

## Žáci
- Giovanni Antonio Boltraffio, v roce 1500 namaloval pro kostel Milosrdenství u Bologne olejomalbu Madona s dítětem, sv. Janem Křtitelem a malým sv. Sebastiánem. Boltraffio jej signoval svým jménem s poznámkou, že je Leonardovým žákem. Vytvořil i jiné práce v rodném Miláně a jinde.
- Marco Uggioni, namaloval v kostele Santa Maria della Pace Smrt Panny Marie a Svatbu v Káni Galilejské.
- Adoptivní syn Salai byl jeho učedníkem bez výrazného talentu. Spekuluje se, že byl přijal pro svůj vzhled. Salai Leonarda mnohokrát okradl, ale mistr byl k němu vždy velmi shovívavý.

## Leonardo v umění

### Film a divadlo
- La Vita di Leonardo Da Vinci, 1971, italsko-španělský životopisný seriál, který získal 2 zlaté glóby
- V první sérii seriálu Star Trek v epizodě Requiem for Methuselah je jméno Leonardo da Vinci zmíněné jako jeden z mnoha aliasů „Flinta“, nesmrtelného člověka narozeného v roce 3834 před Kr.
- Leonardo, ninja želva – zfilmovaná komiksová postava, jež je pojmenovaná podle Leonarda
- Film Ever After z roku 1998 v hlavních rolích Drew Barrymoreová a Patrick Godfrey jako Leonardo da Vinci
- Film Hudson Hawk – hlavní role Bruce Willis a Danny Aiello se točí okolo Leonardových vynálezů
- Šifra mistra Leonarda – zfilmovaná stejnojmenná kniha od Dana Browna
- V divadelní hře Petra Barnse Leonardo's Last Supper (Leonardova poslední večeře) se autor soustředí na Leonardovo „zmrtvýchvstání“ v márnici po tom, co byl prohlášený za mrtvého
- Animovaná postava Léonard z kresleného filmu Dargaud od Liegeoisa a De Groota.
- Film Bathory představuje nevinnou Čachtickou paní, odehrává se přibližně v době Leonardova života, ve filmu jsou v praxi používány „Leonardovy vynálezy“.
- Animovaném seriálu Futurama je Leonardo návštěvník z cizí planety, protože na té své je nejhloupější a vyrobí stroj zkázy, který se nakonec porouchá.
- Seriál Da Vinciho démoni (2013)- seriál zabývající-se Leonardovými vynálezy a děním ve Florencii za jeho života
- Leonardo – Britský rodinný seriál o mladém Leonardovi
- Animovaný film Dobrodružství pana Peabodyho a Shermana – Leonardo pomůže panu Peabodymu a Shermanovi vrátit se do jejich doby

### Literatura

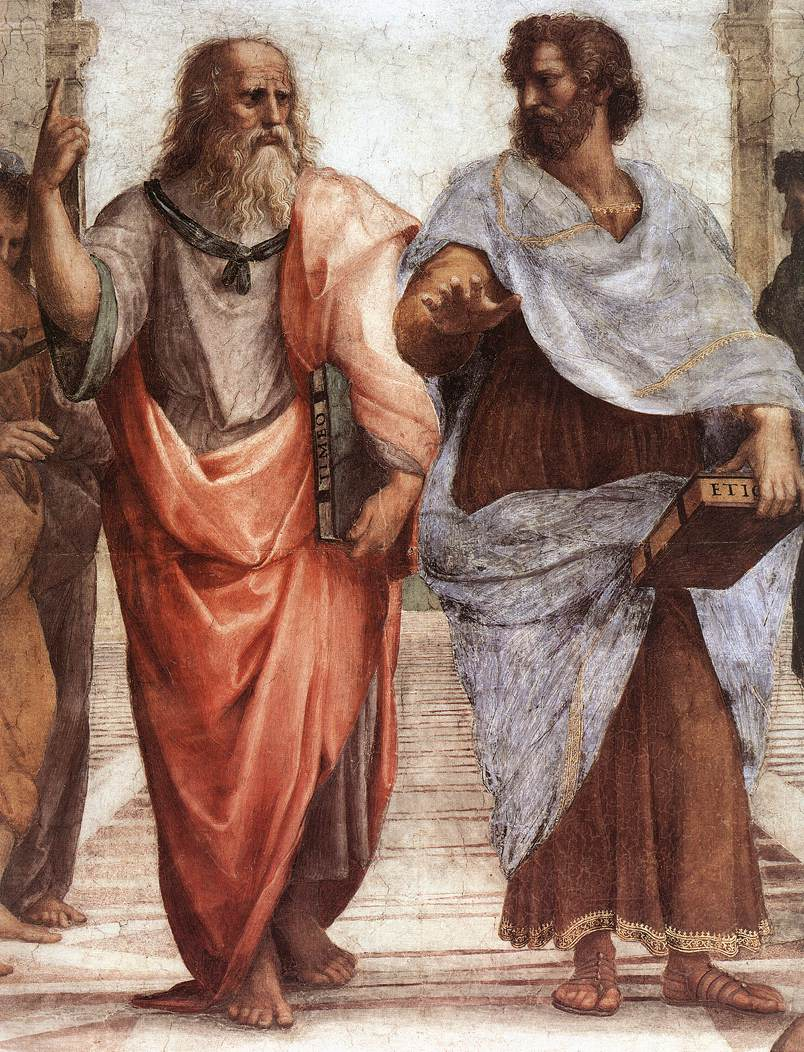
Detail Aténské školy od Raffaella, 1509, Platón (vlevo), Aristoteles (vpravo)

### Výtvarné umění
- Raffael: Aténská škola – postava Platóna je pravděpodobně inspirována Leonardovou podobou.[zdroj?]